# Сирокомля (герб)
Сироко́мля (пол. Syrokomla) — український, польський, литовський шляхетський герб, який носили представники багатьох (за деякими оцінками близько 100) шляхетських родів. Походить від гербу Абданк.

## Опис
У червоному полі на двох кроквах срібний або золотий хрест. Над шоломом у короні такі самі крокви з хрестом.

## Історія
Перша згадка про герб датується 1354 роком. Згідно з легендою гербом було вшановано лицаря за прізвиськом Сирокомля, що раніше носив герб Абданк, за перемогу у двобої з нехрещеним пруським воїном, діялося те в часи правління Владислава Локетека. Після перемоги його було нагороджено правом додати до свого герба золотого хреста для наголошення його ролі захисника Християнства.

## Прізвища шляхетських родів, що вживали герб Сирокомля
Андроновський, Борткевич, Булгак, Бучацький, Василевич, Величко, Вирвич, Голуб, Григоревич, Гуцевич, Д'якович, Загородній, Заєць, Івановський, Казновський, Кінський, Кіркіло, Киянський, Кондратович, Кондрат, Корженицький, Масло, Маслов, Мінгель, Могилевський, Пуля, Стефанович, Сирокомля, Снєжковський, Туровський, Чибіський, Яловський-Баранович.

## Представники
- Владислав Сирокомля (1823—1862) — польський та білоруський письменник;
- Юрій Голуб — козацький полковник;
- Марія Грохольська (1833—1928) — дружина Вітольда Чарторийського (1822—1865), монахиня-кармелітка;
- Лазар (Лука Баранович) — український релігійний, політичний діяч XVII сторіччя.